# Персидский, Василий Макарович
Васи́лий Мака́рович Перси́дский — наказной атаман и войсковой старшина Волжского казачьего войска.

## Биография
Василий Макарович Персидский является сыном Донского атамана Макара Никитича Персидского, основателя и первого Войскового Атамана Волжского казачьего войска, основателя дворянского рода Персидских.
К 1771 году состоял в чине наказного атамана и старшины Волжского (Волгского) казачьего войска. Тогда получил от Екатерины II в качестве награды золотую медаль ценой в 30 червонцев для ношения на шее, — «за долговременную его и отца его службу».
После смерти отца стал атаманом Волжского казачьего войска в результате фальсификаций на выборах.
23 мая 1773 года, будучи войсковым атаманом того же войска, получил для ношения саблю отца, с тем, как сказано в грамоте, «чтобы сын ревностию и усердием подражал отцу».
В 1774 году узнав о приближении Пугачёва атаман забрал войсковую казну и отбыл в Царицын.
В должности войскового атамана Василий Персидкий оставался в течение шести лет, до 7 сентября 1780 года, когда был уволен от службы за старостью, с чином подполковника (по другим источникам — полковника), получив при отставке «в воздаяние 50-летней его службы и известных заслуг отца его» в вечное и потомственное владение 12 341 десятину земли по pеке Иловле, с поселенными им слободами Ольховкой и Гусевкой.

## Память
В 2008 году в центре Ольховки установлен памятник основателю Ольховки атаману Персидскому.